# 広橋百合子
広橋 百合子（廣橋 百合子、ひろはし ゆりこ、1916年5月12日 - 1977年4月26日）は、走高跳を専門とする日本の陸上競技選手、学校教師。結婚後の姓は長井（ながい）。石川県羽咋郡北荘村（現・宝達志水町）出身で、大島鎌吉と並ぶ石川県初のオリンピック選手である。元日本記録保持者。
黎明期の日本女子走高跳を支えた人物で、3度オリンピック出場を目指したが、実際に出場が叶ったのは1932年ロサンゼルスオリンピックの1度であった。

## 経歴

### 生誕からロス五輪まで（1916-1932）
1916年（大正5年）5月12日、石川県羽咋郡北荘村小川（現・宝達志水町小川）にて5人きょうだい（1男4女）の三女として生まれる。実家は照覚寺という真宗大谷派の仏教寺院で、父は僧侶、母も羽咋の寺から嫁いだ人であった。父は大谷派の輪番で家を空けがちで、母が家を守り子育てを行った。幼少期は実家の寺の境内や1kmほど離れた砂浜海岸を遊び場にしており、他のきょうだいと同様にかけっこが得意であった。ジャンプも得意で、周囲が眉をひそめるのも気にせず短パン姿で飛び跳ねていた。さらに柔軟性が高く、片脚を垂直に上げて、母の肩を足で叩いて叱られることもあった。
1929年（昭和4年）、石川県立羽咋高等女学校（羽咋高女、現・石川県立羽咋高等学校）に入学し、走高跳を始める。はさみ跳び（またぎ跳び）の技法は独学で身に付け、1年生の頃は1m15が自己ベストであった。2年生になった1930年（昭和5年）10月に初めての大きな競技会・石川県下女子中等学校競技会に出場し、1m29.5をマークした。3年生になった1931年（昭和6年）、同大会で1m45を跳んで当時の日本記録まで後1cmに迫り、明治神宮体育大会では1m46を記録し、相良八重（土佐高女）を押さえて日本女子走高跳十傑のトップに立ち、期待の新星と目された。そのうちの1人に二階堂トクヨがおり、ある大会で準備体操をしていたところを二階堂が見つけ、体操する姿のきれいさから自身の経営する日本女子体育専門学校（日女体専、現・日本女子体育大学）への入学を勧めた。この時、まだ進学など考えてもいなかったが、とりあえず「よろしくお願いします」と答えた。
1932年（昭和7年）5月、ロサンゼルスオリンピックの予選会で1m48の日本新記録をマークして日本代表に選出された。陸上競技日本代表としては渡辺すみ子（当時15歳）に次ぎ柴田タカと並ぶ16歳という若さでオリンピック日本代表となった。女子選手にはユニフォームや正装用の衣装、着物、ドレスにトランクまで支給され、1932年（昭和7年）6月11日に大勢に見送られて羽咋駅を出発、6月30日に他の選手とともに昭和天皇の下賜金で仕立てられた「恩賜のブレザー」を着て東京市中を行進し、横浜港からロサンゼルスへ向かった。東京駅ではチュニック姿の日女体専の生徒が応援に集まっており、その中に「がんばれ、体専、廣橋」と書かれた幟を持った生徒がいた。当時羽咋高女4年生で、日女体専の生徒でなかったのにこうした幟が掲げられたのは、百合子が「よろしくお願いします」と言ったことを二階堂が覚えていたからであった。
7月22日、イングルウッドでの練習中、1m51と日本記録を超える高さに成功した。この時相良は1m53を跳んでいた。こうして好調のまま8月7日にロサンゼルスオリンピック女子走高跳本番を迎えた。出場者は10人で広橋は最も身長が低く、子供と大人みたいだったと本人が語っている。バーの高さが1m50に上がり、他国の選手が軽々と超えていく中、百合子と相良は2回連続試技を失敗し、相良は3回目も失敗して敗退した。残された百合子は「一層頑張らねば」と思い、3度目の試技で1m50を成功した。1m50を跳んだ後、普段の大会でやっていたように、バーの下をスタスタとくぐり抜けると、スタンドから歓声が上がった。次の1m52は跳ぶことができず、1m50で8位という成績で競技を終えた。9月3日、日本に帰国し、次のオリンピック出場に向けた決意を記者に語った。

### ベルリン・東京五輪への挑戦と挫折（1933-1941）
1933年（昭和8年）に羽咋高女を卒業後、二階堂との約束通り、日女体専に入学した。陸上競技部に入部し、競技力向上に励み、1935年（昭和10年）11月20日には日本陸上競技連盟（陸連）から1936年ベルリンオリンピックの陸上競技日本女子代表候補20人のうちの1人に選出された。日女体専ではほかに同期の林月雲、後輩の三井美代子も候補に入り、二階堂は候補選手のための「ドイツ部屋」を寄宿舎内に設けて練習に専念できる環境を整えた。百合子は林・三井といつも3人で行動するようになり、お茶目な百合子が台湾なまりの日本語で話す林と会話している光景はさながら漫才の掛け合いのようであったと読売新聞が報じた。この間、1933年（昭和8年）・1934年（昭和9年）と連続で日本選手権で優勝した。
1936年（昭和11年）に日女体専を卒業したが、オリンピック出場に全力を注ぐため就職はしなかった。5月23日・24日に明治神宮外苑競技場で開かれた代表選考会では、どしゃ降りの中競技が行われ、百合子は2位となり、1位の西田順子が日本代表に選ばれ、出場権を逃した。内心は平静を装っていたが、日本代表のベルリンへの出発を見送った後、早稲田大学に通っていた兄の下宿を訪れて泣き明かした。恩師の二階堂はこれまで毎年日本のトップにいた百合子が代表に選ばれなかったのは、選考方法が不公平だと激怒し、今後一切、陸上競技大会に体専の生徒を補助員として協力させないと宣言した。母は娘がオリンピック代表候補に選ばれて以降の心労が祟り、脳溢血で同年8月に急死した。
1936年（昭和11年）秋、二階堂の助手として日女体専に一旦戻り、1937年（昭和12年）4月より父の輪番に付き添うことを決め、福岡県門司市（現・北九州市）の鎮西高等女学校（現・敬愛中学校・高等学校）に就職した。就職後も1940年東京オリンピックを目指して競技を続け、同年の日本選手権で3年ぶりに優勝した。その後、熊本県立第一高等女学校（現・熊本県立第一高等学校）に転勤した。1938年（昭和13年）7月15日、東京オリンピックの返上が発表され、練習目標を失うことになった。

### 教員生活と晩年（1941-1977）
1941年（昭和16年）10月、父の輪番が東本願寺木浦別院になったため朝鮮へ渡り、木浦別院幼稚園の教師となる。1943年（昭和18年）、故郷の石川県に戻り、石川県立七尾高等女学校（現・石川県立七尾高等学校）教師となった。
1946年（昭和21年）、母校の羽咋高女の教師に着任する。学制改革により羽咋高女は1948年（昭和23年）に羽咋中学と統合して羽咋高校となり、男女共学化した。新制羽咋高校で陸上競技部の指導を担当し、後にオリンピック選手となる室矢芳隆や陸連理事となる山本敦を育てた。その後、金沢泉丘・松任・金沢商業高等学校で体育教師を歴任し、1969年（昭和49年）に石川県立養護学校保健主事となり、障碍児の体育を指導した。この間、プライベートでは1953年（昭和28年）に松任高校の同僚教師と結婚して長井姓となり、1児の母となった。職場恋愛は周囲に秘密にしており、同僚は夏休み明けに百合子の姓が長井に変わり、長井先生（夫）が転勤していたと語っている。
1970年（昭和45年）、石川県教育委員会から永年勤続者表彰を受けた。その後退職して、トレーニングセンターの顧問として中高年の健康指導に当たった。1977年（昭和52年）4月、津幡町の自宅で倒れ、河北中央病院に運ばれたが、脳血栓のため逝去した。60歳没。百合子の死は突然のことで、照覚寺を継いだ甥は死を信じることができなかったという。

## 人物
石川県の教師時代は、どの学校へ赴任しても「百合子先生」と呼ばれて生徒から慕われた。オリンピック選手だったことは生徒に知られていたが、自らオリンピックの経験を語ることはなかったという。羽咋高校で指導を受けた室矢芳隆は、さばさばした男っぽさと細やかな神経を併せ持った先生だったと語り、同じく羽咋高校で教わった山本敦は、当時珍しかったスラックスを身に付け、他の女性教師と異なり姿勢よくバネのある歩き方をしていたと印象を語っている。室矢は卒業時に、ロサンゼルスオリンピックで着ていた赤いセーターを百合子から贈られ、大事にしていた。
『少女倶楽部』1934年（昭和9年）6月号の巻頭特集「女子スポーツ選手グラフ」で万国女子オリムピック大会に出場予定の11人のうちの1人として取り上げられている。この中で「まだ肩上げの下りぬ優しい少女子」ながら「素晴らしい腰バネを持つ跳躍の名選手」であると紹介された。ほかの選手の紹介の仕方も似たり寄ったりで、普段は伝統的規範を守る静的な日本女性であることが強調されている。